# Le Mesnil-Thébault
Pour les articles homonymes, voir Thébault.
Le Mesnil-Thébault est une ancienne commune française du département de la Manche et la région Normandie, associée à Isigny-le-Buat depuis le 15 mars 1973.

## Géographie
La commune est au centre de l'Avranchin. Son bourg est à 3 km à l'ouest d'Isigny-le-Buat, à 8,5 km à l'est de Ducey et à 17 km au sud-est d'Avranches.

## Toponymie
L'ancien français mesnil, « domaine rural », est à l'origine de nombreux toponymes, notamment en Normandie. Thébault est une variante du nom de personne d'origine germanique Thibaut.

## Histoire
Il y avait deux fiefs au Mesnil-Thébaut : le fief-ferme du Mesnil-Thébaut (le Village) et celui du Génestels (ou Génelets).
Le mariage de Françoise de Brécey en 1560 ou 1568 avec René d'Auteville († 1611) sieur de Régalle fit entrer le fief des Genetels dans cette famille. Henri IV encore roi de Navarre avait fait de René d'Auteville un des gentilshommes ordinaires de sa chambre, probablement au regard de l'engagement de cette famille dans le protestantisme.
Lors de la Révolution, Jean-François Guérin (Le Mesnil-Thébault 1749 - 1793), ecclésiastique, curé de Chalandrey ne prêta pas serment à la constitution civile du clergé, et fut dénoncé et arrêté le 5 mai 1793, et affaibli il meurt à la suite des mauvais traitements lors de son transfert.

## Administration
| Période | Période  | Identité        | Étiquette | Qualité |
| ------- | -------- | --------------- | --------- | ------- |
|         |          |                 |           |         |
| 2008    | En cours | Daniel Fillatre | SE        |         |

| Période | Période | Identité       | Étiquette | Qualité |
| ------- | ------- | -------------- | --------- | ------- |
| 1822    | 1831    | Charles Cordon |           |         |

## Démographie
| 1793 | 1800 | 1806 | 1821 | 1831 | 1836 | 1841 | 1846 |
| ---- | ---- | ---- | ---- | ---- | ---- | ---- | ---- |
| 550  | 503  | 547  | 513  | 561  | 542  | 569  | 574  |

| 1851 | 1856 | 1861 | 1866 | 1872 | 1876 | 1881 | 1886 |
| ---- | ---- | ---- | ---- | ---- | ---- | ---- | ---- |
| 583  | 575  | 546  | 535  | 510  | 501  | 512  | 505  |

| 1891 | 1896 | 1901 | 1906 | 1911 | 1921 | 1926 | 1931 |
| ---- | ---- | ---- | ---- | ---- | ---- | ---- | ---- |
| 462  | 448  | 434  | 424  | 427  | 392  | 377  | 355  |

| 1936 | 1946 | 1954 | 1962 | 1968 | 1975 | 1982 | 1990 |
| ---- | ---- | ---- | ---- | ---- | ---- | ---- | ---- |
| 372  | 333  | 370  | 355  | 317  | -    | -    | -    |

| 1999 | 2006 | 2010 | 2015 | 2020 | 2021 | - | - |
| ---- | ---- | ---- | ---- | ---- | ---- | - | - |
| -    | 282  | 295  | 274  | 277  | 278  | - | - |

## Lieux et monuments
- Église Saint-Pierre du XIXe siècle. Elle abrite un christ en bois (XVe), une peinture sur toile (XVIIIe), une Vierge à l'Enfant (XIVe), deux verrières (XIXe) inscrites au titre objets aux monuments historiques[10],[3] dont saint Roch. Elle abrite également la statue du Christ assis montrant les plaies sur ses mains (XVe-XVIe), la statue de sainte Marguerite issant du dragon (XVIIIe), la statue de saint Roch et son chien (XVIIIe, inscrite objet MH[11]), la statue de saint Clair portant entre ses mains sa calotte crânienne (XVe, inscrite objet MH[12]), une Vierge à l'Enfant tenant l'extrémité de la ceinture maternelle (fin XIVe, retable de la chapelle sud), le tableau de Jeanne d'Arc terrassant le dragon (1911).

La construction de l'église (1889-1890) fut assurée par Victor Moisseron (1846-1933), curé du Mesnil-Thébault en 1885, et sculpteur du mobilier de l'église. L'édification put se faire avec l'aide d'un don de 15 000 Francs d'Alfred Letourneur-Dubreuil, jeune fonctionnaire fortuné, propriétaire de la ferme du Plant, voisine de l'église, à la condition que l'église soit reconstruite en une seule année.
- Domaine de la Bercoisière (XVIe siècle), comprenant deux logis : la Grande et la Petite Bercoisière, voisines l'une de l'autre. La Grande Bercoisière avec sa tourelle d'escalier  en poivrière restaurée a été la possession jusqu'à la Révolution de la famille Le Gager[3].
- Croix de la Chauvinière (1743).

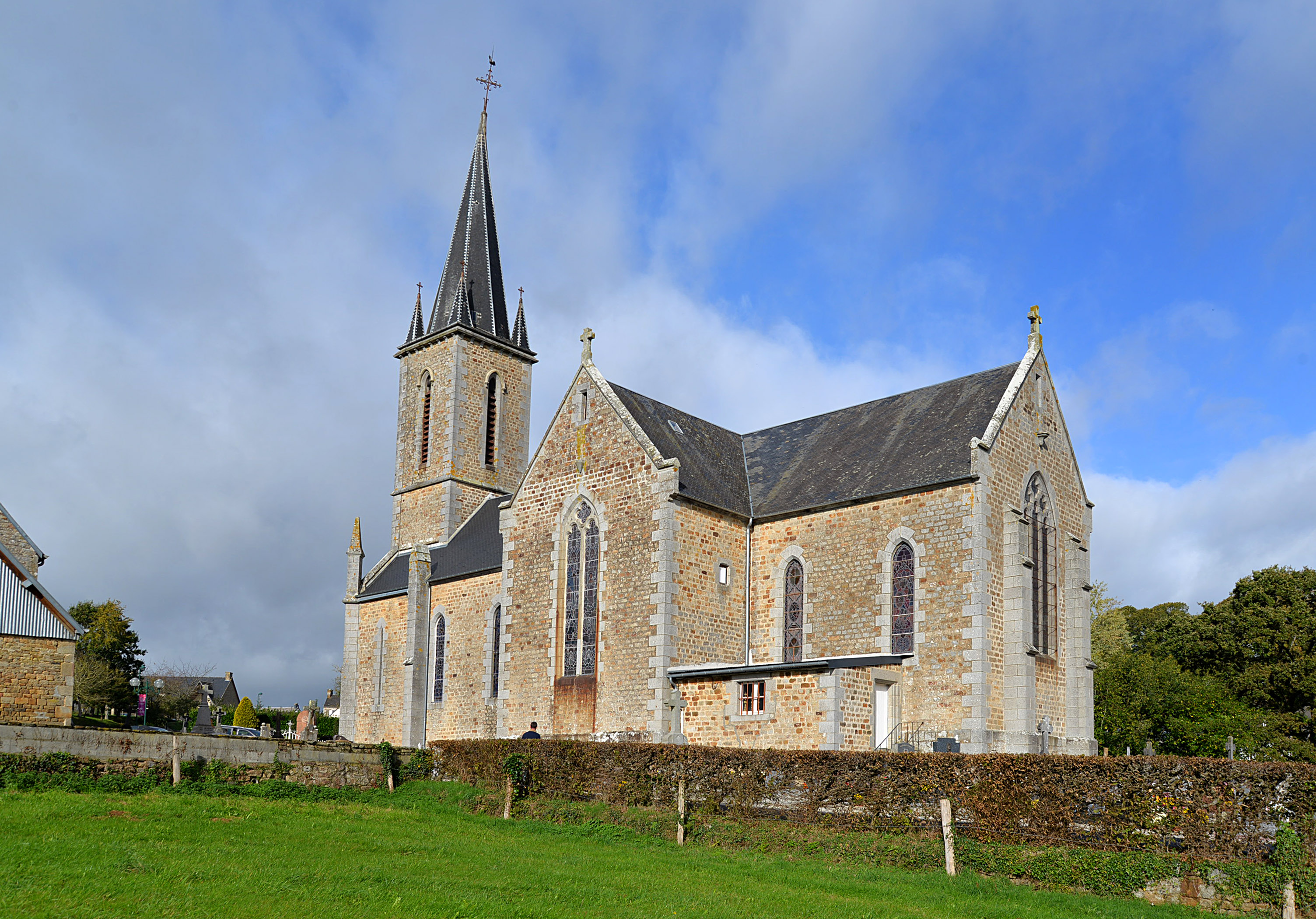
L'église Saint-Pierre.
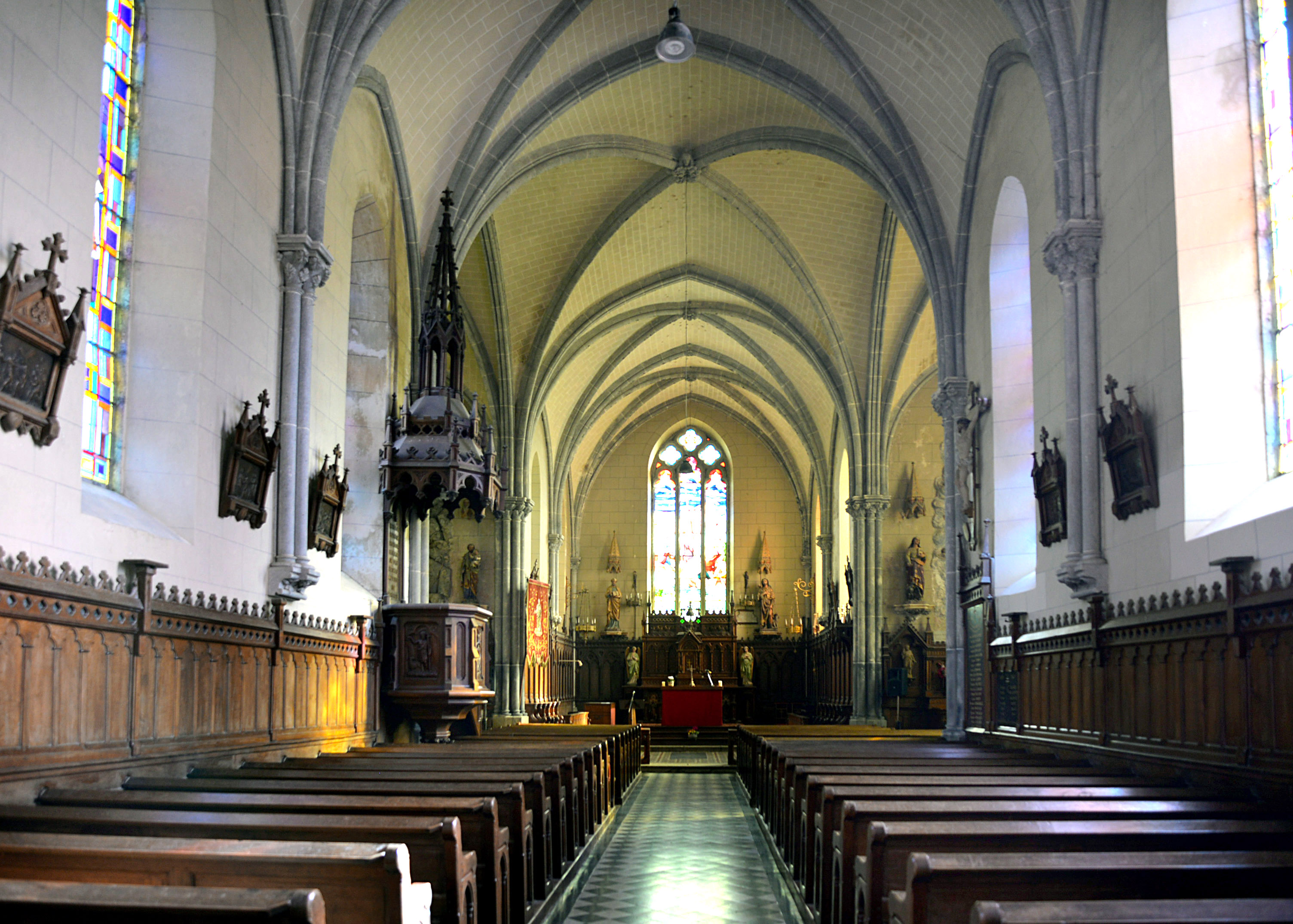
La nef de l'église.
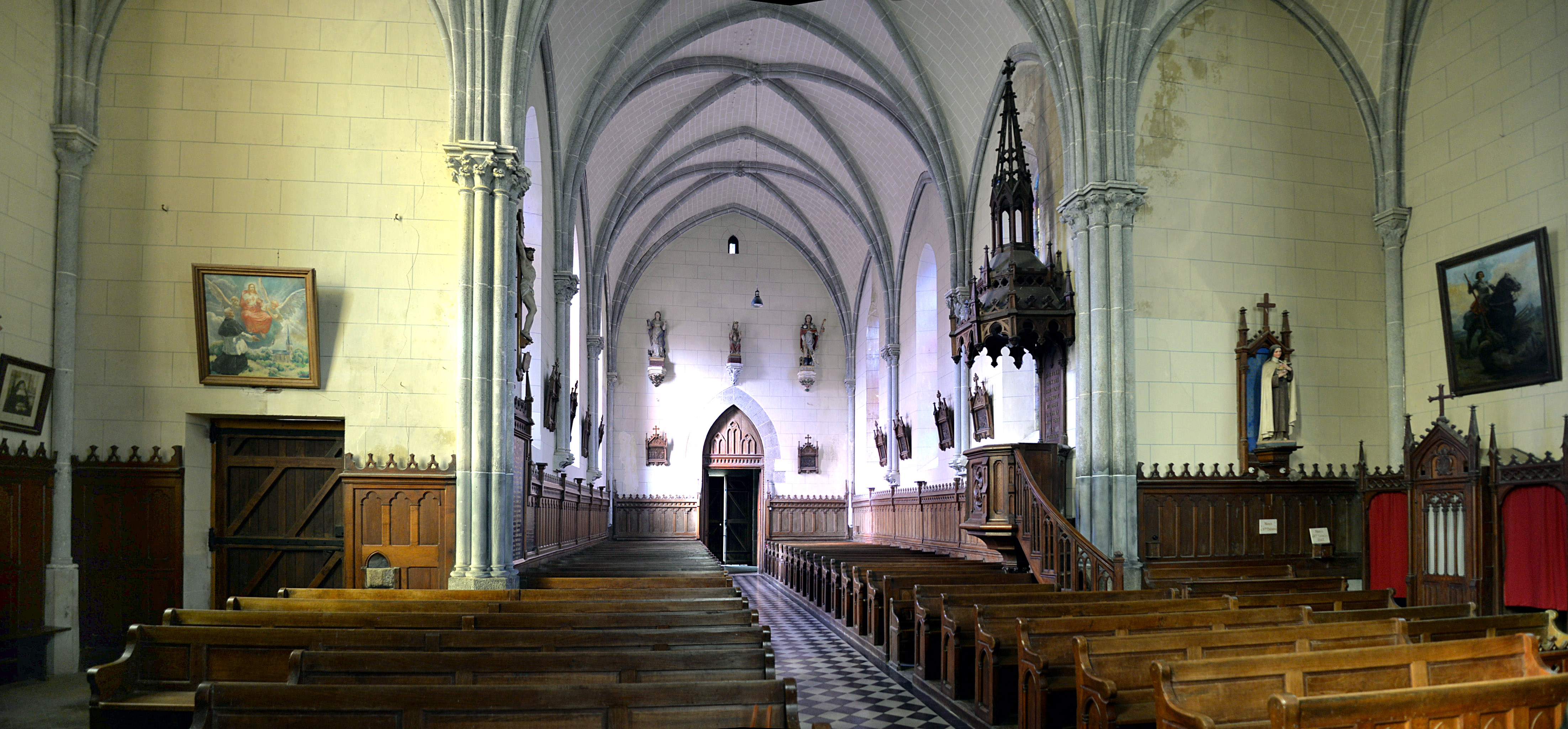
La nef depuis le chœur de l'église.
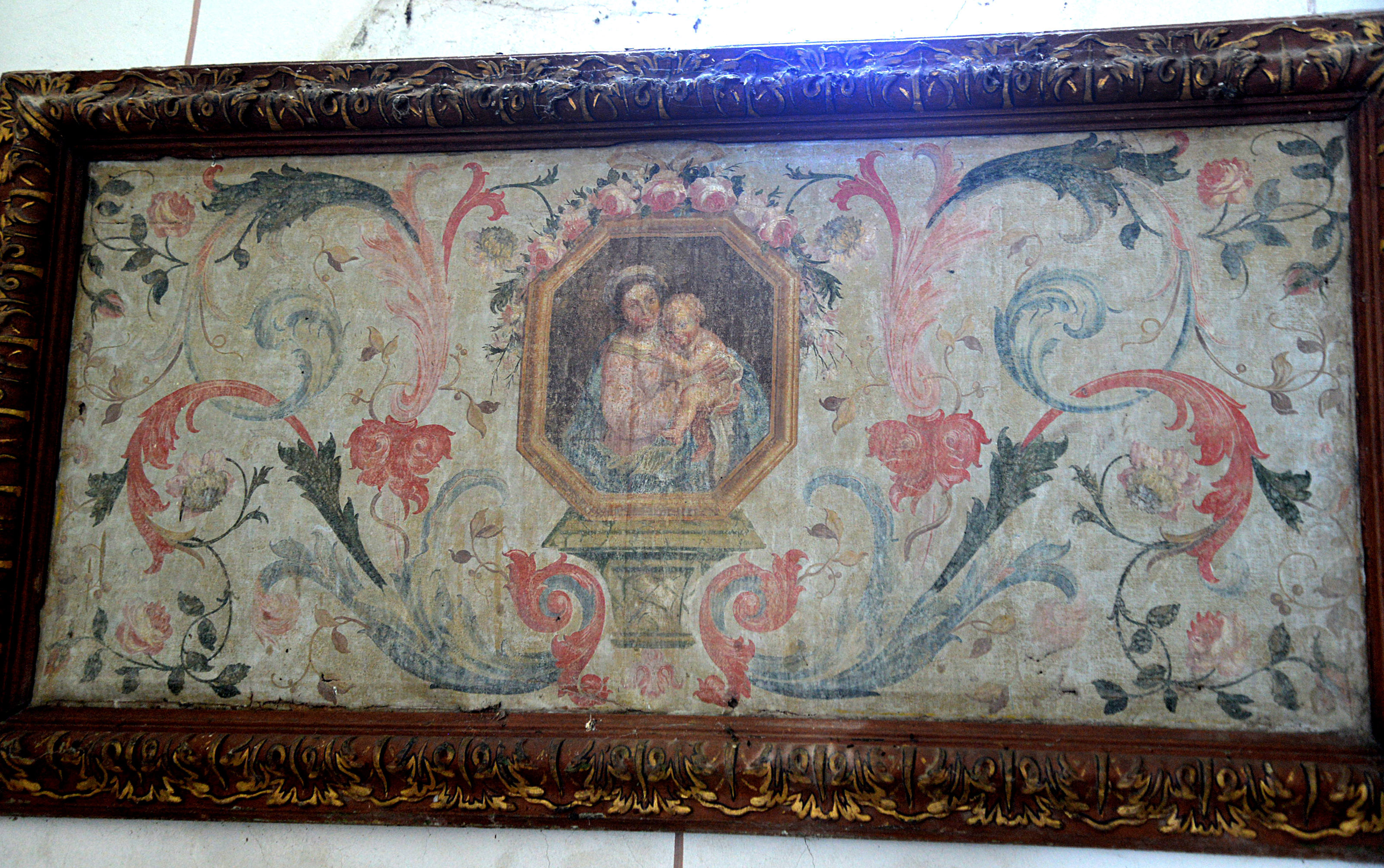
La peinture sur toile (XVIIIe).
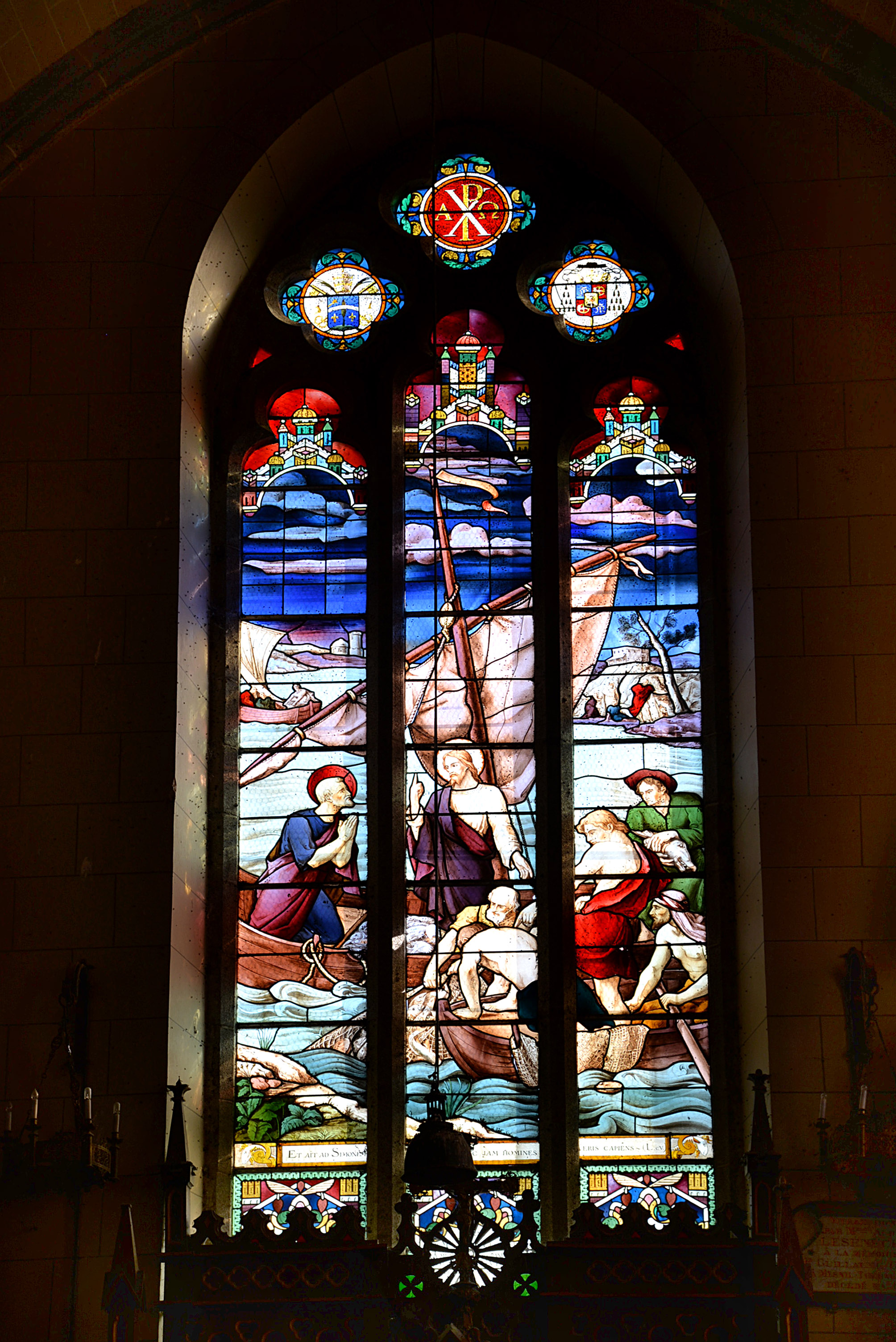
La verrière du chevet. La pêche miraculeuse.
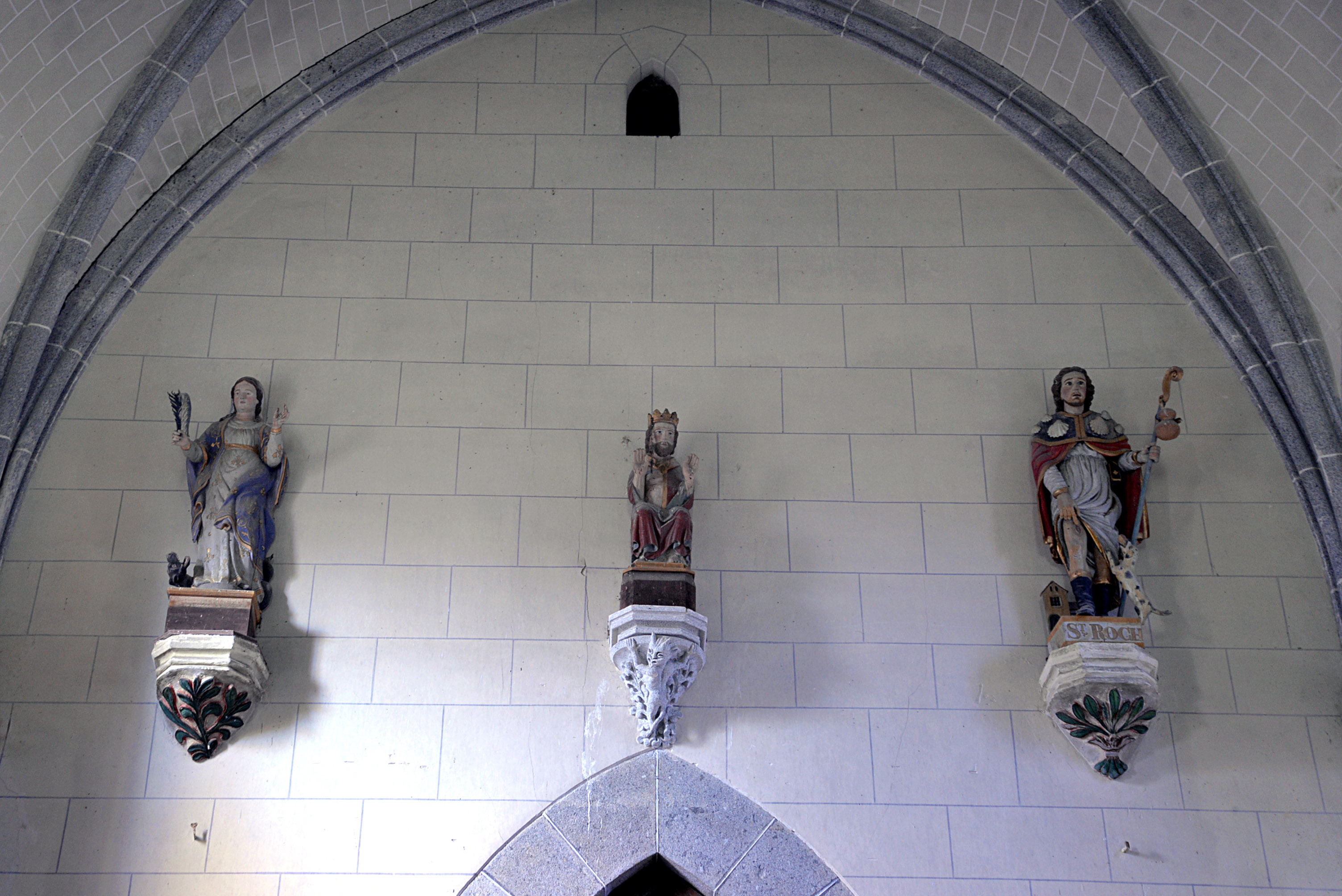
Trois statues inscrites au titre objet.
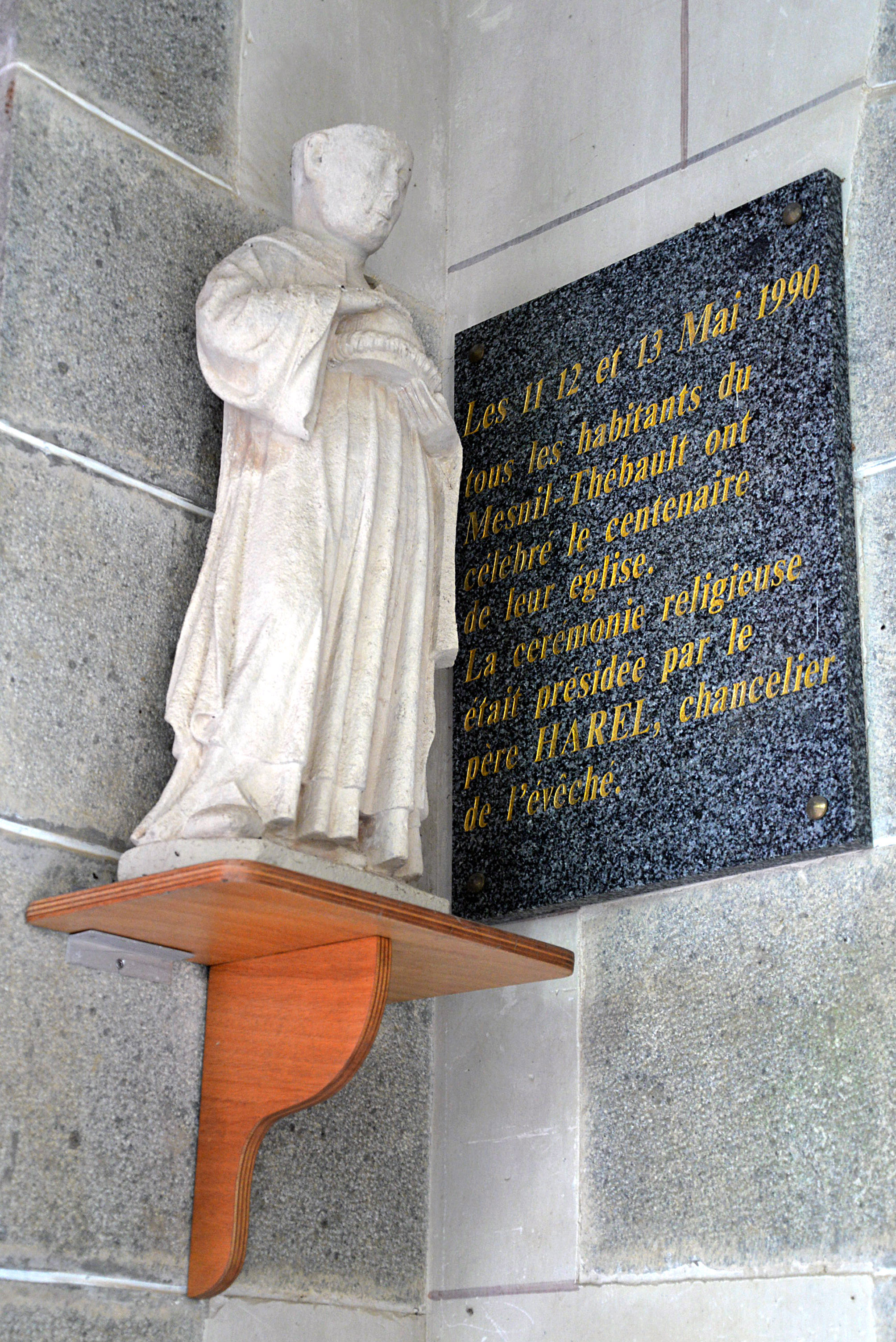
La statue de saint Clair.

## Personnalité liée à la commune
- Gérard Cochet (Le Mesnil-Thébault, 1888 - Paris, 1969), artiste peintre et dessinateur.